# Dysithamnus occidentalis
El batarito bicolor (en Perú) (Dysithamnus occidentalis), también denominado hormiguero occidental (en Colombia) o choca occidental, es una especie de ave paseriforme de la familia Thamnophilidae perteneciente al género Dysithamnus. Es nativo del noroeste de América del Sur.

## Distribución y hábitat
Se distribuye de forma local y fragmentada en la pendiente del Pacífico del sur de Colombia y extremo norte de Ecuador, y en la pendiente oriental de los Andes de Ecuador y norte de Perú.
Esta especie es considerada rara y local en su hábitat natural: el sotobosque del bosque húmedo montano, entre los 900 y 2200 m de altitud. Se ha reportado incluso hasta los 2400 m s. n. m.

## Descripción
Mide 13,5 cm de longitud. En el este de Ecuador, el plumaje del macho es uniformemente pizarroso, ligeramente más pálido por abajo, con puntos blancos pequeños en las coberteras alares y con un parche blanco semioculto en el dorso. La hembra tiene la corona color castaño, espalda y alas pardo castaño oscuras, alas con pequeños puntos blanquecinos. Los lados de la cabeza y las partes inferiores son gris apagado y el bajo vientre más pardo. En la pendiente occidental, el macho es, en general, más negro y la hembra tiene destacadas estrías blancas por abajo y especialmente en la cara.

## Comportamiento

### Alimentación
Se alimenta de artrópodos que busca en el suelo o cerca del suelo. Algunas veces sabe acompañar pequeñas bandadas mixtas de alimentación del sotobosque.

### Reproducción
Construye el nido a 1,5 o 1,6 m sobre el suelo, parcialmente protegido por hojas, en forma de copa abierta. La hembra pone dos huevos y el periodo de incubación es de 19 días. Ambos padres participan en la construcción del nido y en la incubación y el cuidado de los pichones.

## Estado de conservación
El batarito occidental ha sido calificado como amenazado de extinción en grado «vulnerable» por la Unión Internacional para la Conservación de la Naturaleza (IUCN), debido a que su pequeña población total, estimada en 2500 a 10 000 individuos, habita en una área también pequeña y fragmentada en la cual, su hábitat continúa a disminuir. También es rara, con subpoblaciones pequeñas y localizadas que probablemente estén en declinio debido a la pérdida de hábitat.

## Sistemática

### Descripción original
La especie D. occidentalis fue descrita por primera vez por el ornitólogo estadounidense Frank Michler Chapman en 1923 bajo el nombre científico «Thamnophilus aethiops occidentalis»; localidad tipo « Cocal, 4000 pies [cerca de 1220 m], Cauca, Colombia».

### Etimología
El nombre genérico «Dysithamnus» proviene del griego «duō»: zambullir y «thamnos»: arbusto; enmarañado; significando «que zambulle en los arbustos»; y el nombre de la especie «occidentalis», del latín: occidental.

### Taxonomía
Ya ha sido colocada en el género Thamnophilus, y las características morfológicas la han conectado con Thamnomanes, pero el conjunto de evidencias vocales, morfológicas y ecológicas demuestran su inclusión en el presente género. Ha sido sugerido que la forma punctitectus representa una especie separada, pero las evidencias son tanto inadecuadas como contradictorias. La identidad de la población de la pendiente del Pacífico y norte de Ecuador es indefinida, por ahora se la incluye en la subespecie nominal.

### Subespecies
Según la clasificación del Congreso Ornitológico Internacional (IOC) (Versión 7.2, 2017) y Clements Checklist v.2016, se reconocen 2 subespecies, con su correspondiente distribución geográfica:
- Dysithamnus occidentalis occidentalis (Chapman, 1923) – pendiente andina del Pacífico del sur de Colombia (sur de  Antioquia hasta Nariño) y extremo norte de Ecuador (Carchi).
- Dysithamnus occidentalis punctitectus Chapman, 1924 – pendiente oriental de los Andes en Ecuador (Napo, Morona-Santiago) y norte de Perú (Amazonas, San Martín).